# Aurelia Reinhardt
Vous pouvez aider à l'améliorer ou bien discuter des problèmes sur sa page de discussion.
- Certaines informations devraient être mieux reliées aux sources mentionnées dans la bibliographie ou les liens externes. Améliorez sa vérifiabilité en les associant par des références. (Marqué depuis juillet 2023)
- Il n’est pas rédigé dans un style encyclopédique. (Marqué depuis juillet 2023)
- La traduction est incomplète. (Marqué depuis juillet 2023)

Aurelia Isabel Henry Reinhardt, née le 1er avril 1877 à San Francisco (Californie) et décédée le 28 janvier 1948 à Palo Alto, était une éducatrice, activiste, et membre éminente et leader de nombreuses organisations. Elle compléta ses études de premier cycle à  l'université de Californie à Berkeley, sa thèse de doctorat à Yale, et étudia comme enseignante-chercheure à Oxford. Après avoir enseigné à l'université de l'Idaho, à la Lewiston State Normal School, et avec la division d'extension de l'université de Californie, Reinhardt fut élue présidente du Mills College en 1916, et resta à cette position jusqu'en 1943, faisant d'elle la présidente ayant servi le plus longtemps dans l'histoire de l'école.

## Biographie
Aurelia Isabel Henry est née le 1er avril 1877 à San Francisco, en Californie. Elle est la deuxième des six enfants de Mary et William Warner Henry, un épicier en gros, propriétaire terrien et homme d'affaires. Elle a passé une partie de son enfance à San Jacinto et Escondido, en Californie. Après avoir été diplômée du Lycée pour Garçons de San Francisco en 1888, elle étudie à l'université de Californie à Berkeley, obtenant un Bachelor de littérature anglaise en 1898. Pendant ses études à l'université de Californie, elle travaille avec ses sœurs chez leur mère qui tient une pension à Berkeley. Henry enseigne ensuite l'élocution et la culture physique à l'université de l'Idaho de 1898 à 1901.
Reinhardt était une militante pour la paix pendant la Première Guerre mondiale, une membre active du Parti républicain, et a soutenu la ratification du traité de Versailles ainsi que la formation de la Société des Nations. Elle a beaucoup écrit et parlé à travers les États-Unis et l'Europe, devant divers groupes sociaux, politiques et commerciaux, sur des sujets tels que l'éducation des femmes, le suffrage des femmes, la paix dans le monde et la coopération internationale. Reinhardt a été présidente de l'American Association of University Women et membre éminente de l'American Unitarian Association, dont elle a été la première modératrice pendant deux ans. En tant que seule femme membre de la Commission unitaire d'évaluation, elle a prononcé la conférence Ware en 1932 et a été brièvement ministre à Oakland, en Californie. Elle a été directrice de la Starr King School for the Ministry et a été déléguée à la réunion inaugurale des Nations Unies en 1945.
Aurelia Henry Reinhardt épousa George F. Reinhardt en 1909. Ils ont eu deux fils, qu'elle a élevés après la mort inattendue de son époux en 1914. Après avoir pris sa retraite en 1943, elle a voyagé à l'étranger avant de retourner en Californie, où elle est décédée le 28 janvier 1948 des suites de problèmes cardiaques. Défenseuse à vie des marginalisés et des dépossédés, elle a reçu des diplômes honorifiques de plusieurs établissements d'enseignement et a été commémorée par la création d'une société, d'une bourse, d'un bâtiment universitaire et d'une chaire portant son nom. Elle a été nommée à l'échelle nationale comme "l'une des dix femmes exceptionnelles de 1940" et honorée en tant que mère de l'État de Californie en 1946.
Elle obtient un doctorat en littérature à Yale en 1905 avec une thèse sur Epicoene, or the Silent Woman de Ben Jonson. Elle enseigne à la Lewiston State Normal School dans l'Idaho à partir de 1903, prenant une année sabbatique pour réviser sa thèse en vue de sa publication, et devient ensuite directrice du département d'anglais. Elle a voyagé à l'étranger en tant que récipiendaire d'une bourse de l'Association of Collegiate Alumnae, a étudié comme boursière à l'université d'Oxford, a voyagé en Italie et a publié une traduction en anglais de De Monarchia de Dante Alighieri. Elle retourne ensuite enseigner dans l'Idaho pendant trois ans.